# Hệ thống định vị Galileo

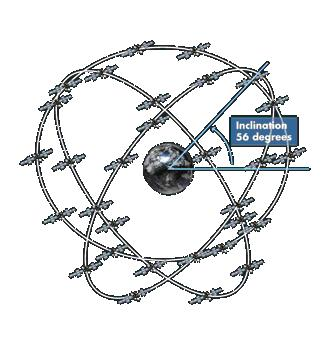
ㅤㅤㅤㅤㅤㅤ

Hệ thống định vị Galileo là một hệ thống vệ tinh định vị toàn cầu (GNSS) được xây dựng bởi Liên minh châu Âu. Galileo khác với GPS của Hoa Kỳ và GLONASS của Liên bang Nga ở chỗ nó là một hệ thống định vị được điều hành và quản lý bởi các tổ chức dân dụng, phi quân sự.
Hệ thống định vị Galileo được đặt theo tên của nhà thiên văn học người Ý Galileo Galilei nhằm tưởng nhớ những đóng góp của ông.

## Thông số của hệ thống

### Vệ tinh
- 30 vệ tinh (27 vệ tinh hoạt động chính và 3 vệ tinh dự phòng)
- Độ cao quỹ đạo: 23.222 km (quỹ đạo tầm trung)
- Phân bố trên 3 mặt chính, góc nghiêng 56 độ
- Tuổi thọ thiết kế của vệ tinh: > 12 năm
- Trọng lượng vệ tinh: 675 kg
- Kích thước vệ tinh: 2,7 m × 1,2 m × 1,1 m
- Năng lượng từ pin mặt trời: 1500 W (tại thời điểm tuổi thọ thiết kế)

### Dịch vụ cung cấp
Bốn dịch vụ về định vị sẽ được cung cấp bởi Galileo:
- Dịch vụ mở (open service): miễn phí với mọi đối tượng. Người dùng có thể sử dụng 2 tần số L1 và E5A. Độ chính xác đối với máy thu 2 tần số là 4 m cho phương ngang và 8 m cho chiều thẳng đứng. Đối với máy thu 1 tần số (L1), độ chính xác là 15 m và 35 m, tương đương với GPS hiện thời.
- Dịch vụ trả tiền (commercial service): dành cho các đối tượng cần có độ chính xác < 1 m với một khoản phí nhất định. Dịch vụ này sẽ được cung cấp thông qua tần số thứ 3 (E6).
- Dịch vụ cứu hộ (safety of life service): dành riêng cho cứu hộ, độ bảo mật cao, chống gây nhiễu sóng.
- Dịch vụ công cộng (public regulated service): dành riêng cho chính phủ và quân đội của các nước Liên minh châu Âu. Đặc biệt bảo mật, độ tin cậy cao.

## Các giai đoạn của dự án

### Lên kế hoạch và thử nghiệm
Cơ quan Vũ trụ châu Âu (ESA) đã chi khoảng 100 triệu euro cho việc lên kế hoạch, thành lập dự án. Với tổng chi phí khoảng 1,5 tỉ euro từ EU và ESA dành cho việc phóng và đưa vào hoạt động thử nghiệm hai vệ tinh cùng với trạm thu vào tháng 1, 2006.
Vệ tinh thử nghiệm 1
- Ký hiệu: GIOVE-A (tiếng Ý: Jupiter, Galileo In-Orbit Validation Element), hay GSTB-V2A (Galileo System Test Bed)
- Mang theo: máy phát tín hiệu, đồng hồ nguyên tử Rubidium
- Khối lượng: 600 kg
- Công suất: 700 W
- Kích cỡ: 1,3 m × 1,8 m × 1,65 m
- Ngày phóng: 28.12.2005
- Tên lửa phóng: Soyus

Vệ tinh thử nghiệm 2
- Ký hiệu: GIOVE-B hay GSTB-V2B
- Mang theo: máy phát tín hiệu, đồng hồ nguyên tử Rubidium và Hiđrô
- Khối lượng: 523 kg
- Công suất: 943 W
- Kích cỡ: 0,955 m × 0,955 m × 2,4 m
- Ngày phóng: cuối năm 2007
- Tên lửa phóng: Soyus

Trạm thu thử nghiệm
- Ký hiệu: GSTB-V1

### Hoàn thành và đưa vào hoạt động
Đến năm 2010 toàn bộ hệ thống được hoàn thành: 30 vệ tinh Galileo và các trung tâm điều khiển tại mặt đất, 2 trung tâm chính tại Oberpfaffenhofen (Đức) và Fucino (Ý), 1 dự bị tại Tây Ban Nha. Chi phí cho giai đoạn này khoảng 3 tỉ euro.

## Các nước tham gia
Ngoài các nước thuộc khối Liên minh châu Âu (EU), còn có sự tham gia của các nước khác từ nhiều châu lục như Trung Quốc, Ấn Độ, Israel, Na Uy, Brasil, Chile, Úc,...